# Tante Henriette ou l'Éloge de l'avarice

Tante Henriette ou l'Éloge de l'avarice est une bande dessinée en noir et blanc d'Isabelle Dethan publiée par Delcourt en 2000.
En 1976, lors de vacances dans le Périgord, une petite fille fait la connaissance de sa grand-tante. Issue de la très haute bourgeoisie, à l'abri du besoin toute sa vie, Henriette n'en a pas moins élevé l'avarice au rang d'un véritable art de vivre.
Des élastiques en guise de lacets aux cadeaux achetés en vente de charité en passant par les chocolats coupés en deux pour en faire plus, la petite fille devenue adulte se souvient avec tendresse d'anecdotes plus étonnantes les unes que les autres.
Malgré tout, ce sera la seule à accepter l'arrivée dans la famille d'Astrid, une jeune Allemande, future mère de l'auteur. Finalement, en dépit de ses défauts, Henriette nous est dépeinte avec beaucoup d'affection et devient sous le dessin, par ailleurs très réussi de l'auteur, un personnage très attachant.

## Publication
- Delcourt, coll. « Encrages », 2000 (ISBN 2-84055-475-5)

### Documentation
- Christian Marmonnier, « Henriette, dûment ! », BoDoï, no 29,‎ avril 2000, p. 15.